# Олександрівка (Брагинівська сільська громада)
Олекса́ндрівка — село в Україні, у Брагинівській сільській громаді Синельниківського району Дніпропетровської області. Населення становить 139 осіб. До 2020 орган місцевого самоврядування — Брагинівська сільська рада.

## Географія
Село Олександрівка розташоване за 1,5 км від села Богинівка — адміністративного центру Брагинівської сільської громади.

## Історія
Село засноване під назвою Герценберг (нім. Herzenberg) у 1880 році як менонітська колонія на власній землі за 35 км на схід від Павлограда. Назва походить від прізвища колишнього земвлевласника Герцевича. Колонія заснована п'ятью родинами з молочанських німців.
Земельних паїв налічувалось 2983 десятин. Головною галуззю господарства було вівчарство.
У 1889 році померли від дифтерії 95 дітлахів. 
7 (20) листопада 1917 року, відповідно до Третього Універсалу Української Центральної Ради, увійшло до складу Української Народної Республіки.
У 1918—1919 роках село розграбовувалось й було вбито 8 німців.
Станом на 1926 рік у селі діяли кооперативна лавка й початкова школа.
У 1938-1941 роки 40 німців села було репресовано органами НКВС по обвинуваченню  54-10  УК УССР("антирадянській пропаганді") та 54-11 УК УССР(«контрреволюційну діяльність», «зраду батьківщини») більшість з яких розстріляно, інших направлено на виправно-трудові роботи
12 червня 2020 року, відповідно до розпорядження Кабінету Міністрів України № 709-р від «Про визначення адміністративних центрів та затвердження територій територіальних громад Дніпропетровської області», увійшло до складу Брагинівської сільської територіальної  громади.
19 липня 2020 року, в результаті адміністративно-територіальної реформи та ліквідації Петропавлівського району, село увійшло до складу Синельниківського району.

## Населення
| Роки | Кількість, осіб |
| ---- | --------------- |
| 1897 | 482             |
| 1908 | 188             |
| 1925 | 365             |
| 2001 | 139             |

### Мова
Розподіл населення за рідною мовою за даними перепису 2001 року:
| Мова       | Відсоток |
| ---------- | -------- |
| українська | 83,5 %   |
| російська  | 16,5 %   |